# Sphecius lutescens
Sphecius lutescens  (лат.) — вид песочных ос рода Sphecius из подсемейства Bembicinae (триба Gorytini).
Палеарктика: Казахстан, Таджикистан, Узбекистан, Туркменистан, Иран, Монголия. 
Осы среднего размера (самки 19-28 мм, самцы 16-20 мм). Тело чёрное с жёлтым рисунком, ноги рыжие (иногда с жёлтыми пятнами). На задних углах среднеспинки небольшие вогнутые участки. Медиальная жилка заднего крыла начинается около конца анальной ячейки. На боках среднегруди развиты эпикнемиальные кили, соединяющиеся вместе в нижней её части. Гнездятся в земле. Ловят мелких цикадок. Вид был впервые описан в 1877 году российским и польским энтомологом и генералом Октавием Ивановичем Радошковским (1820—1895).